# Сан Микеле ди Пјаве (Тревизо)
Сан Микеле ди Пјаве је насеље у Италији у округу Тревизо, региону Венето.
Према процени из 2011. у насељу је живело 1122 становника. Насеље се налази на надморској висини од 35 м.